# Wełczewo (obwód Łowecz)
Wełczewo (bułg. Велчево) – wieś w Bułgarii, w obwodzie Łowecz, w gminie Apriłci. Według danych szacunkowych Ujednoliconego Systemu Ewidencji Ludności oraz Usług Administracyjnych dla Ludności, 15 września 2022 roku miejscowość liczyła 145 mieszkańców.